# Rubbiano (Credera Rubbiano)
Rubbiano (Rübià in dialetto cremasco) è una frazione del comune lombardo di Credera Rubbiano.
Al censimento del 21 ottobre 2001 contava 458 abitanti.

## Geografia fisica
Il centro abitato è sito a 60 metri sul livello del mare.

## Storia
La località è un piccolo borgo agricolo di antica origine, da sempre parte del territorio cremasco.
In età napoleonica (1807) Rubbiano fu aggregata al comune di Casaletto Ceredano; recuperò l'autonomia con la costituzione del Regno Lombardo-Veneto (1816).
All'Unità d'Italia (1861) contava 605 abitanti.
Il comune di Rubbiano fu fuso nel 1928 al comune di Credera, a formare il comune di Credera Rubbiano.